# Skaftvial
Skaftvial (Lathyrus ochrus) är en ärtväxtart som först beskrevs av Carl von Linné, och fick sitt nu gällande namn av Dc. Enligt Catalogue of Life ingår Skaftvial i släktet vialer och familjen ärtväxter, men enligt Dyntaxa är tillhörigheten istället släktet vialer och familjen ärtväxter. Arten förekommer tillfälligt i Sverige, men reproducerar sig inte. Inga underarter finns listade i Catalogue of Life.
Kronbladen är blekt gula.